# Universíada de Verão de 1989
A XV Universíada de Verão foi realizada em Duisburgo, Alemanha Ocidental entre 22 e 30 de agosto de 1989. A cidade de São Paulo seria a sede desta Universíada, mas pelo momento político conturbado que o Brasil passava entre 1988 e 1989, a cidade se viu obrigada a desistir de sediar o evento, que foi transferido, em menor escala, para Duisburgo na ainda Alemanha Ocidental.

## Medalhas
O Quadro de medalhas é uma lista que classifica as Federações Nacionais de Esportes Universitários (NUSF) de acordo com o número de medalhas conquistadas. O país em destaque é o anfitrião.
| Ordem                                                 | País                   | Medalha de ouro | Medalha de prata | Medalha de bronze |    |  |
| ----------------------------------------------------- | ---------------------- | --------------- | ---------------- | ----------------- | -- |  |
| 1                                                     | URS União Soviética    | 9               | 11               | 8                 | 28 |  |
| 2                                                     | USA Estados Unidos     | 9               | 9                | 8                 | 26 |  |
| 3                                                     | CUB Cuba               | 8               | 7                | 4                 | 19 |  |
| 4                                                     | ITA Itália             | 8               | 3                | 5                 | 16 |  |
| 5                                                     | ROU Romênia            | 8               | 2                |                   | 10 |  |
| 6                                                     | HUN Hungria            | 4               | 4                | 1                 | 9  |  |
| 7                                                     | CHN China              | 4               | 2                | 5                 | 11 |  |
| 8                                                     | FRG Alemanha Ocidental | 3               | 8                | 8                 | 19 |  |
| 9                                                     | KEN Quênia             | 3               | 2                | 1                 | 6  |  |
| 10                                                    | BUL Bulgária           | 2               |                  |                   | 2  |  |
|                                                       |                        |                 |                  |                   |    |  |
| 13                                                    | BRA Brasil             | 1               | 1                |                   | 2  |  |
| Os demais países lusófonos não conquistaram medalhas. |                        |                 |                  |                   |    |  |

## Modalidades
Essas foram as modalidades disputadas. Os números entre parênteses representam o número de eventos de cada modalidade:

### Obrigatórias
As modalidades obrigatórias são determinadas pela Federação Internacional do Esporte Universitário (FISU) e, salvo alteração feita na Assembléia Geral da FISU, valem para todas as Universíadas de Verão.
- Atletismo (42)
- Basquetebol (1)
- Esgrima (10)

### Opcionais
As modalidades opcionais são determinadas pela Federação Nacional de Esportes Universitários (National University Sports Federation - NUSF) do país organizador.
- Remo (13)